# Spearmanov koeficient korelacije
Spearmanov koeficient korelacije (ρ, ro) je statistični kazalec, ki prikazuje neparametrske stopnje povezanosti dveh spremenljivk oziroma predstavlja kakovost opisa povezanosti med spremenljivkama, ki jo napravi določena funkcija. Pri tem za razliko od Pearsonovega koeficienta korelacije ne predpostavlja linearne povezanosti spremenljivk in enakomernosti frekvenčne porazdelitve, prav tako pa je z njim moč računati stopnjo povezanosti nezveznih spremenljivk. Zaradi slednjega je Spearmanov koeficient primeren za izračun odvisnosti ordinalnih spremenljivk.
Spearmanov koeficient korelacije je posebna oblika Pearsonovega koeficienta, v kateri so podatki pred izračunom koeficientov preoblikovani v range. V preprostejši obliki računanja koeficienta so absolutne vrednosti oblikovane v range že poprej, nato pa se za končni izračun uporabi razlika med rangi različnih vrednosti, katerih medsebojna odvisnost se išče.
Tako je enačba za Spearmanov koeficient korelacije sledeča:
{\displaystyle \rho =1-{\frac {6\sum d_{i}^{2}}{N(N^{2}-1)}}}
kjer je di razlika med rangoma za i-to enoto; N pa število vseh enot (parov rangov).
Bolj zahtevna oblika enačbe nastane pri izračunavi zveznih rangov, a je v večini primerov napaka zaradi neupoštevanja izravnav majhna.
Spearmanov koeficient korelacije nosi ime po angleškem psihologu Charlesu Spearmanu, ki je hodeč po stopinjah Francisa Galtona, očeta matičnega Pearsonovega koeficienta, predstavil enačbo leta 1904.